# Afroarctia kenyana
Afroarctia kenyana là một loài bướm đêm thuộc phân họ Arctiinae, họ Erebidae.